# Кривдино
Кривдино — деревня в Кольчугинском районе Владимирской области России, входит в состав Бавленского сельского поселения.

## География
Деревня расположена на берегу речки Ильмовка в 5 км на юг от центра поселения посёлка Бавлены, в 21 км на северо-восток от райцентра города Кольчугино.

## История
Село было вотчиной патриарха Московского, с упразднением патриаршества перешло в ведомство синодального казенного приказа. В патриарших окладных книгах 1669-1670 годов в селе числилась церковь Николы чудотворца. В 1802 году вместо обветшавшей деревянной церкви прихожане своими средствами построили каменную церковь в колокольней и оградой. Престолов в ней было три: в холодной — в честь Святителя и Чудотворца Николая и в теплой трапезе: в честь Успения Божьей Матери и в честь Архистратига Божьего Михаила. В 1893 году приход состоял из села Кривдино, деревень: Глядки, Семенково, Михальцево, Захаровка. Дворов в приходе было 144, мужчин — 385, женщин — 432. В 1885 году в селе была открыта церковно-приходская школа, помещавшаяся в собственном доме. В годы Советской Власти церковь была полностью разрушена. 
В конце XIX — начале XX века село входило в состав Есиплевской волости Юрьевского уезда. 
С 1929 года деревня входила в состав Бавленского сельсовета в составе Кольчугинского района, позднее — в составе Есиплевского сельсовета, с 2005 года — в составе Бавленского сельского поселения.

## Население
| 1859 |
| ---- |
| 288  |

| 1859 | 1905 | 1926 | 2002 | 2010 | 2013 | 2021 |
| ---- | ---- | ---- | ---- | ---- | ---- | ---- |
| 288  | ↗350 | ↘221 | ↘8   | ↘2   | →2   | ↗4   |